# Kasos flygplats
Kasos flygplats är en flygplats i Grekland.   Den ligger i prefekturen Nomós Dodekanísou och regionen Sydegeiska öarna, i den sydöstra delen av landet, 400 km sydost om huvudstaden Aten. Kasos flygplats ligger 9 meter över havet. Den ligger på ön Nisí Kásos.